# Vlastimil Havlík
Vlastimil Havlík (* 26. ledna 1957 v Brně) je bývalý československý basketbalista a trenér. V roce 1986 byl vyhlášen nejlepším basketbalistou Československa. Šestkrát v letech 1981-1987 byl zařazen do nejlepší pětice hráčů československé basketbalové lize. V roce 1997 byl nominován a hrál All-Star zápas 1997 české basketbalové ligy. Je zařazen na čestné listině mistrů sportu. V roce 2001 skončil na dvacátém místě ankety o nejlepšího českého basketbalistu dvacátého století.
Patřil mezi nejvýznamnější české basketbalisty a mezi vůdčí osobnosti týmu s střelce československé basketbalové reprezentace. Jako hráč Československa byl účastníkem 9 světových a evropských basketbalových soutěží.
Zúčastnil se Olympijských her 1980 v Moskvě, když předtím Československo skončilo druhé v kvalifikaci v Ženevě před OH 1980 a vybojovalo si tak účast na Olympijských hrách. Startoval na dvou Mistrovství světa 1978 v Manile, Filipíny a 1982 v Kolumbii.
Zúčastnil se pěti Mistrovství Evropy mužů: 1979 v Turínu, Itálie, 1981 v Praze, 1983 v Nantes, Francie, 1985 ve Stuttgartu, Německo a 1987 v Athénách. S basketbalovou reprezentací Československa získal na Mistrovství Evropy jednu stříbrnou medaili, jednu bronzovou medaili a jedno čtvrté místo.
Za reprezentační družstvo Československa v letech 1977-1988 odehrál 370 zápasů, z toho na Olympijských hrách, Mistrovství světa a Mistrovství Evropy celkem 61 zápasů, v nichž zaznamenal 439 bodů.
V 1. československé basketbalové lize, získal s týmem Zbrojovka Brno šestkrát titul mistra Československa (1976 až 1978 a 1986 až 1988), dvakrát byl vicemistrem republiky (1979, 1980) a má dvě třetí místa (1981 a s Duklou Olomouc 1984). V historické střelecké tabulce střelců 1. basketbalové ligy Československa (od sezóny 1962/63 do 1992/93) je na čtrnáctém místě s počtem 6308 bodů, k nimž přidal další body v dresu BK Opava v České basketbalová liga a celkem zaznamenal 6694 bodů.
S týmem Zbrojovka Brna se zúčastnil 6 ročníků evropských klubových pohárů v basketbale, z toho šestkrát Poháru evropských mistrů (1976-1979, 1986-1988) a dvakrát FIBA Poháru Korač (1980-1982). S BK Opava hrál FIBA EuroCup 1997-1998.

## Sportovní kariéra

### Hráč klubů
- do 1974 Tišnov
- 1975-1983 Zbrojovka Brno (3x 1. místo: 1976 až 1979, 2x 2. místo 1979 a 1980, 3. místo 1981, 4. místo 1987, 7. místo 1983)
- 1983-1984 Dukla Olomouc (3. místo)
- 1984-1988 Zbrojovka Brno (3x 1. místo 1986 až 1988, 5. místo 1985)
- 1991-1992 TTS Trenčín (8. místo)
- 1996-1998 BK Opava (2x mistr 1997, 1998)
- 1. liga basketbalu (Československo, Česká republika) celkem 15 sezón (1975-1988, 1996-1998) a 6694 bodů

úspěchy:
- nejlepší basketbalista sezóny: 1975/76
- 11x v nejlepší pětce sezóny "All stars": 1973/74 až 1980/81, 1983/84, 1985/86 a 1986/87
- start v All-Star zápase 1997 české basketbalové ligy
- 6x mistr Československa 1976, 1977, 1978, 1986, 1987, 1988
- 4x vicemistr: 1972, 1975, 1979, 1980
- 2x 3. místo: 1973, 1981

### Československo
Předolympijská kvalifikace
- 1980 Ženeva, Švýcarsko (80 bodů, 10 zápasů) 2. místo a postup na OH

Olympijské hry
- 1980 (64 bodů, 8 zápasů) 9. místo

Mistrovství světa (účast celkem 2×)
- 1978 Manila, Filipíny (14 bodů, 2 zápasy) 9. místo
- 1982 Cali, Kolumbie (25 bodů, 6 zápasů) 10. místo
- Celkem na Mistrovství světa 39 bodů v 8 zápasech

Mistrovství Evropy (účast celkem 6×)
- 1979 Turín, Itálie (24 bodů, 7 zápasů) 4. místo
- 1981 Praha, Československo (64 bodů, 8 zápasů) 3. místo
- 1983 Nantes, Francie (25 bodů, 6 zápasů) 10. místo
- 1985 Stuttgart, Německo (89 bodů, 8 zápasů) 2. místo
- 1987 Athény, Řecko (86 bodů, 7 zápasů) 8. místo
- Celkem na Mistrovství Evropy 288 bodů v 36 zápasech

### Trenér
- 2005-2006 Houseři Brno
- 2007-2012 BK IMOS Brno, asistent trenéra